# エマヌエル・トーマス・フォン・ザヴォイエン

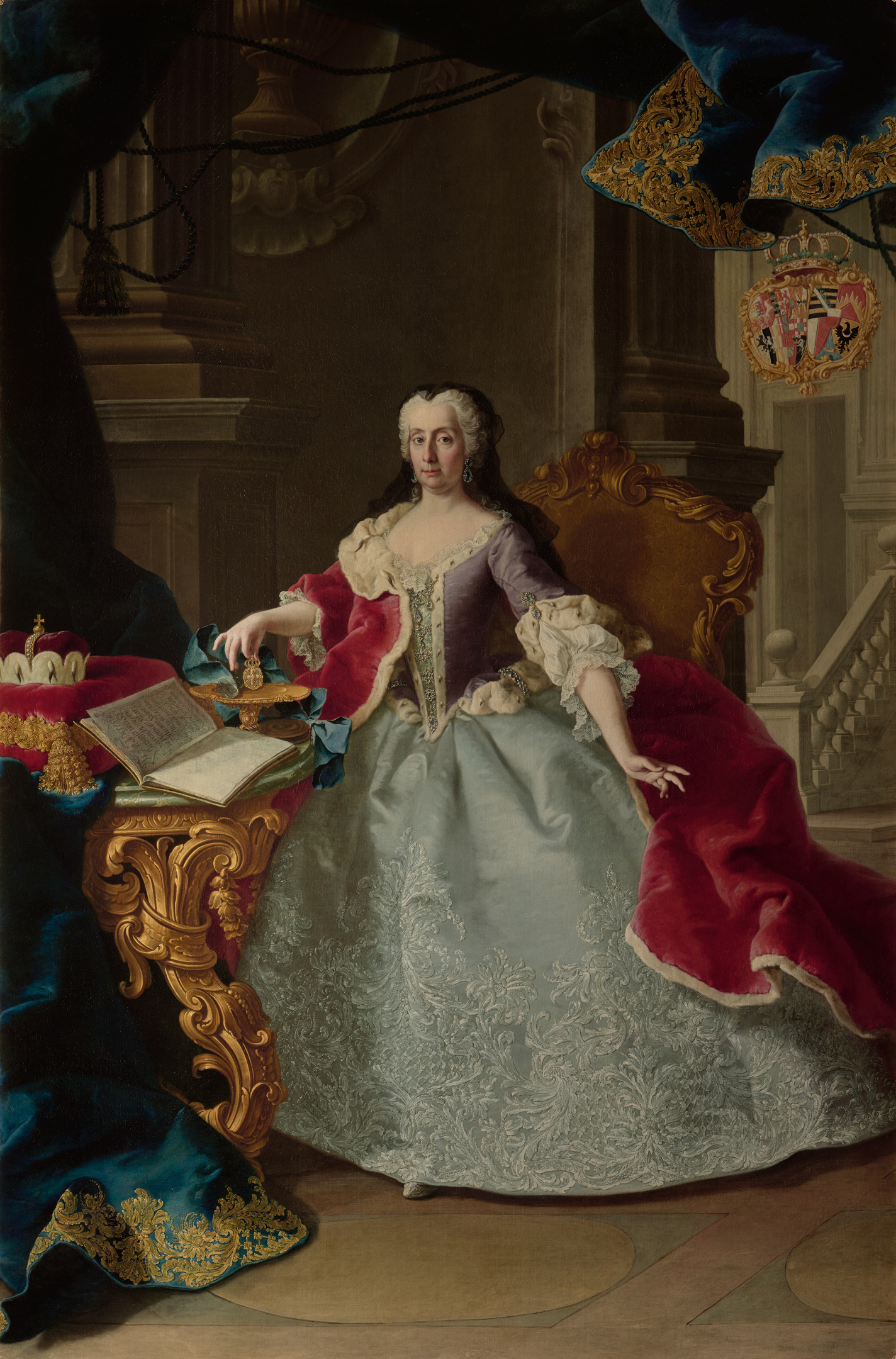
ソワソン伯爵未亡人マリア・テレジア、マルティン・ファン・マイテンス画

エマヌエル・トーマス・フォン・ザヴォイエン＝カリニャン（Emanuel Thomas von Savoyen-Carignan, 1687年12月8日 - 1729年12月28日）は、神聖ローマ皇帝（ハプスブルク帝国）軍の将軍。ソワソン伯。皇帝軍の元帥オイゲン・フォン・ザヴォイエンの甥。フランス語名はエマニュエル＝トーマ・ド・サヴォワ＝カリニャン（Emmanuel-Thomas de Savoie-Carignan）。

## 生涯
フランス王家の縁戚のソワソン伯ルイ＝トーマとその妻ウラニー・ド・ラ・クロート・ド・シャンテラック（1655年 - 1717年）の間の長男として生まれた。父がルイ14世王の不興を買ってフランス軍を追われたため、1699年父や弟たちと共に叔父オイゲン公子を頼って皇帝軍に仕官した。叔父の計らいで陸軍大佐（連隊長）の地位を与えられた。スペイン継承戦争ではライン川・ネーデルラント方面の戦線で活躍し、墺土戦争でも叔父に従って従軍、階級は最終的に陸軍中将に上った。また、アントウェルペン市長官の職も得た。1712年金羊毛騎士団の騎士に叙任された。
1713年10月24日、資産家として知られたリヒテンシュタイン侯ヨハン・アダム・アンドレアスの五女マリア・テレジア（1694年 - 1772年）と結婚。エマヌエルを相続人と見なしていた叔父が実現させた縁組で、事前に宗家のサルデーニャ王ヴィットーリオ・アメデーオ2世の許可を得ていた。夫婦の間には一人息子のヨハネス・フランツ・オイゲン（1714年 - 1734年）が生まれた。1729年、叔父に先立ち天然痘で死亡。42歳だった。

## 引用
1. ↑  マッケイ，P180
2. 1 2  マッケイ，P269
3. ↑  Emanuel Thomas, Cte de Soissons(1687-1729),Genealogy.euweb.Savoy5.
4. ↑  マッケイ，P330